# Stylonemataceae
Stylonemataceae K.M. Drew, 1956, segundo o sistema de classificação de Hwan Su Yoon et al. (2006), é o nome botânico de uma família de algas vermelhas unicelulares da ordem Stylonematales.

## Gêneros

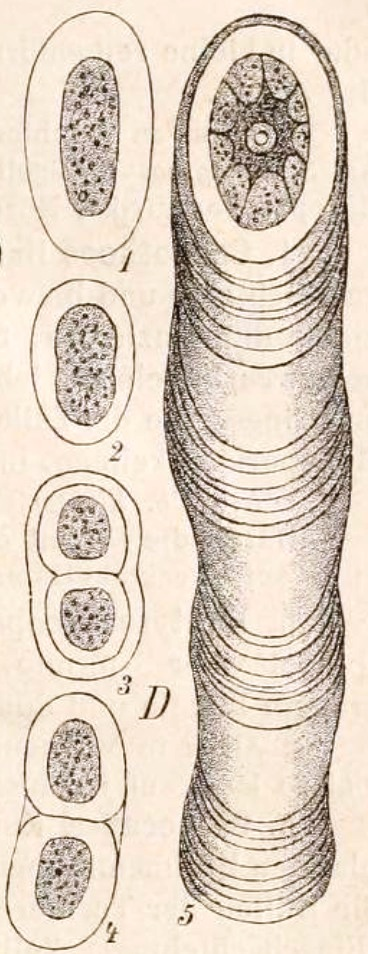
Ilustração de Chroothece richteriana Hansg.

Contém os seguintes géneros:
- Bangiopsis
- Callonema
- Chroodactylon
- Chroothece
- Colacodictyon
- Empselium
- Glauconema
- Goniotrichiopsis
- Kyliniella
- Neevea
- Petrovanella
- Purpureofilum
- Rhodaphanes
- Rhodosorus
- Rhodospora
- Stylonema
- Tsunamia
- Vanhoeffenia
- Zachariasia